# Edmilson Amador Caetano
Edmilson Amador Caetano O.Cist. (ur. 20 kwietnia 1960 w São Paulo) – brazylijski duchowny katolicki, biskup Guarulhos od 2014.

## Życiorys

### Prezbiterat
W 1982 złożył śluby zakonne w zakonie cystersów. Święcenia kapłańskie przyjął 12 grudnia 1985. Otrzymał tytuł licencjata na rzymskim Anselmianum. Pracował głównie w klasztorach i parafiach zakonnych, był także m.in. mistrzem nowicjatu, kapelanem szpitala w São Paulo oraz dyrektorem instytutu filozoficzno-teologicznego.

### Episkopat
9 stycznia 2008 papież Benedykt XVI mianował go biskupem diecezji Barretos w stanie São Paulo. Sakry biskupiej udzielił mu 28 marca 2008 ówczesny arcybiskup Belém - Orani João Tempesta.
29 stycznia 2014 roku mianowany przez papieża Franciszka ordynariuszem diecezji Guarulhos.